# DiscReet Records
DiscReet Records,  autoidentificada sencillamente como DiscReet, fue una compañía discográfica fundada por Frank Zappa y su socio y director de entonces Herb Cohen. El nombre del sello era un juego de palabras derivado de disco y el proceso Compatible Discrete 4 para codificar señales de sonido cuadrafónicas en los discos de vinilo.

## Historia
El sello fue lanzado en enero de 1973 cuando DiscReet concertó un contrato de distribución con el grupo Warner Bros. Records. Los sellos anteriores de Zappa/Cohen Bizarre Records y Straight Records fueron cerrados al mismo tiempo que DiscReet se creó.
DiscReet publicó muchos álbumes de Frank Zappa y The Mothers of Invention entre 1973 y 1979.  Otros artistas notables de la discográfica fueron Ted Nugent y The Amboy Dukes, quienes grabaron sus dos últimos álbumes para DiscReet. Después de esto Ted Nugent comenzó su carrera en solitario. Cohen también trajo al sello las grabaciones de otros artistas como Tim Buckley.
La intención original de Zappa era publicar todos los  álbumes de la discográfica en el convencional stereo y simultáneamente en cuadrafónico. DiscReet publicó dos álbumes especialmente remezclados para sonido cuadrafónico durante 1973. Estos fueron Over-Nite Sensation de Frank Zappa and The Mothers of Invention y Apostrophe (') acreditado a Zappa solamente. Pero la política sobre el sonido cuadrafónico tuvo que ser eliminada después de solo dos lanzamientos. También se anunciaron versiones cuadrafónicas de otros dos títulos de Zappa. Estos eran el doble álbum en vivo de 1974, Roxy & Elsewhere, y el álbum de 1975 (en su mayoría) One Size Fits All. Las cintas maestras de cuatro canales de estos álbumes quizá existan en los archivos de Zappa, pero las versiones cuadrafónicas nunca han sido lanzadas.
En 1976 la asociación de negocios Zappa / Cohen se volvió agria y terminó en litigio. Al mismo tiempo Zappa también tenía desacuerdos con Warner Bros. DiscReet fue cerrada en 1979 después de la decisión de Warner Bros. de lanzar tres álbumes (Studio Tan, Sleep Dirt y Orchestral Favorites) por los cuales Zappa les demandó Warner Bros. por no tener la autorización apropiada. Los tres títulos disputados no tenían créditos de composición ni de producción y utilizaron las ilustraciones de Gary Panter, que no fue aprobada por Zappa.
Las grabaciones de DiscReet de Zappa fueron reeditadas por Warner en la filial Reprise Records a finales de los años 1970 y suprimidas en 1982. Zappa creó Zappa Records en 1979 y Barking Pumpkin Records en 1981. Estas compañías no tenían ninguna relación con Cohen y eran entidades separadas de DiscReet.
En 1988 y 1989 grabaciones de DiscReet de Tim Buckley, Ted Nugent y Amboy Dukes fueron reeditadas en CD y casete por la discográfica Enigma Retro, hoy llamada Enigma Records. Desde finales de los 80 hasta 2012, el catálogo DiscReet de Zappa estaba disponible en CD desde Rykodisc. En 2012, Zappa Family Trust recuperó los derechos del catálogo DiscReet y firmó un nuevo acuerdo de distribución con Universal Music Enterprises para volver a publicar el catálogo bajo el sello Zappa Records.

## Lista de artistas de DiscReet Records
- Christopher Bond
- Tim Buckley
- Denis Bryant (aka Bryant Sterling)
- Kathy Dalton
- Growl
- Keith
- Ted Nugent and The Amboy Dukes
- Brenda Patterson
- Whiz Kids
- Frank Zappa and The Mothers of Invention[3][4]